# خوزه آنتونیو نیبس کنده
خوزه آنتونیو نیبس کُنده (اسپانیایی: José Antonio Nieves Conde‎؛ ‏ ۲۲ دسامبر ۱۹۱۱ – ۱۴ سپتامبر ۲۰۰۶) یک کارگردان فیلم اهل اسپانیا بود.
از فیلم‌ها یا مجموعه‌های تلویزیونی که وی در آن‌ها نقش داشته‌است، می‌توان به گاوآهن اشاره نمود.